# Beyond the Apocalypse
A Beyond the Apocalypse az 1349 együttes 2004-ben megjelent albuma, amely már erős saját stílussal rendelkező 1349-et mutat. Kiváló black metal album-nemhiába vallották a tagok is hogy, ettől a lemeztől számítják a zenekar kezdetét. A minőségi ugrásban közrejátszhatott az is, hogy itt csatlakozott hozzájuk teljesértékű tagként Frost, a Satyricon dobosa aki az egyik legjobb a műfajában.

## Számlista
1. "Chasing Dragons" – 6:31
2. "Beyond the Apocalypse" – 4:01
3. "Aiwass-Aeon" – 3:32
4. "Necronatalenheten" – 4:30
5. "Perished in Pain" – 3:57
6. "Singer of Strange Songs" – 7:30
7. "Blood is the Mortar" – 3:52
8. "Internal Winter" – 7:41
9. "The Blade" – 5:58

## Zenészek
- Ravn – ének
- Archaon – gitár
- Tjalve – gitár
- Frost – dob
- Seidemann – basszusgitár